# Gerd Baukhage
Gerd Baukhage (* 10. Juli 1911 in Herten; † 1. März 1998 in Köln) war ein deutscher Maler.

## Leben
Baukhage stammte aus dem westfälischen Herten, wo er 1911 als viertes von fünf Kindern des Architekten Hugo Baukhage und seiner Frau Magdalene Leonore (geb. Sprenger) geboren wurde. Als Architekturstudent besuchte Baukhage die Technische Hochschule München bis 1932 und anschließend die Kunstakademie Düsseldorf. Nach der Machtergreifung durch die Nationalsozialisten 1933 ging Baukhage in die Schweiz, zunächst nach Rikon im Kanton Zürich und ab 1934 nach Lugano. 1939 kehrte er aus Rücksicht auf seine Familie nach Deutschland zurück, wurde zum Militärdienst eingezogen und geriet 1945 in sowjetische Gefangenschaft. Erst 1949 konnte er zurückkehren. Nach dem Krieg zog Baukhage nach Köln und unternahm verschiedene Reisen im Mittelmeerraum.
1968 heiratete er die Ärztin Maria Theresia Solbach (1922–2019). 1989 malte der Künstler sein „Letztes Bild“, 1990 erblindete er. Am 1. März 1998 starb Gerd Baukhage 86-jährig in Köln. Beigesetzt wurde er im Familiengrab seiner Ehefrau auf dem Kölner Melaten-Friedhof.
Anlässlich seines 100. Geburtstages schenkte Baukhages Witwe dem Kölnischen Stadtmuseum 2011 eine repräsentative Auswahl von 100 Gemälden Gerd Baukages und von 100 Werken aus seiner Kunstsammlung, darunter Arbeiten von Joseph Beuys, George Brecht, Michael Buthe, Christo, der spanischen Künstlergruppe Equipo Crónica, Jörg Immendorff, Karl Marx, Ansgar Nierhoff, C. O. Paeffgen, Sigmar Polke, Arnulf Rainer, Ulrike Rosenbach, Dieter Roth, Hans Salentin, Bernard Schultze und Wolf Vostell.
Im Jahr 2006 wurde in Köln-Lövenich eine Straße nach Baukhage benannt, der Gerd-Baukhage-Bogen.

## Künstlerisches Wirken
Während seines kurzen Studiums an der Kunstakademie Düsseldorf 1933 lernte Baukhage bei Werner Heuser und interessierte sich vorzugsweise für Maltechnik. Die Lehrtätigkeit von Paul Klee an der Kunstakademie erlebte er nur kurz bis zu dessen Entlassung durch die Nationalsozialisten. In Düsseldorf schloss er Freundschaft mit Theo Champion (1887–1952), einem Vertreter der poetischen Landschaftsmalerei. Während seiner Jahre in der Schweiz (1933 bis 1939) lernte er Arbeiten der deutschen Emigranten Ernst Ludwig Kirchner, Hofer und Klee kennen. Seinen Lebensunterhalt verdiente Baukhage jedoch mit – nur auf den ersten Blick – von der Moderne unberührten idyllischen Landschaftsbildern aus der Schweiz. Die Erlebnisse der Kriegsjahre in der Sowjetunion und der sowjetischen Kriegsgefangenschaft konnte er später in einer in den 1950er Jahren entstandenen Serie von Aquarellen verarbeiten, die er mit ungewohnt emotional geführtem Pinselstrich schuf.
Nach seiner Rückkehr beschrieb Baukhage zunächst die Kölner Trümmerlandschaft und den Wiederaufbau in der Art der Landschaftsmalerei seiner frühen Jahre. Daneben entwickelte Baukhage seinen eigenständigen Weg hin zur modernen Kunst. Zeugnis für abstrakte Anklänge ist z. B. ein 1959 entstandenes „Stillleben“. Die frühen Schrift- und Zeichensprachenbilder Baukhages (z. B. „Schriftbild“ von 1965) sind durch die Begegnung mit den archaischen Kulturen und Siedlungsformen in Italien während seiner Reisen entstanden.
Seit den 1960er Jahren setzte sich Baukhage dank des aufblühenden Kunst- und Galerielebens in Köln auch mit den aus Amerika kommenden zeitgenössischen Kunstströmungen wie der Pop-Art, der Art brut und dem Informel auseinander, die seine künstlerische Gestaltungsweise jedoch kaum tangieren konnten. Baukhages Motivwelt besteht aus von Mensch und Natur geformten Gegenständen, die er stark vergrößert komponierte. Farbe trug er nicht nur glatt mit dem Pinsel auf, sondern spritzte sie auch mit einem kleinen Zerstäuber auf. So entstand z. B. 1968 „Violetter Knopf auf Ziegel“, wo sich sein Gespür für die zurückhaltende Schönheit geformten und von ihm stilllebenhaft komponierten Materials manifestierte.
Mit den furchtbarsten Ergebnissen menschlicher Versperrungen, mit Gewalt, Folter, Hinrichtung und Massenmord beschäftigt er sich 1972 in der Serie mit „Hinrichtungsmaschinen“, darunter ein „Verbrennungsofen KZ Nordhausen“ (1971) im Besitz des Kölnischen Stadtmuseums. Diese Bilder klagen durch ihre erstaunlich unprovokante Art in fast dokumentarischer Stilsprache an und sprechen damit auch vom gesellschaftspolitischen Engagement des Künstlers. Aus Leiden an diesen menschlichen Versperrungen entstehen in den 1970er Jahren die „Versperrungen“ als Stillleben und Trompe-l’œil. Eine Ausstellung mit diesem Titel in der Neuen Galerie – Sammlung Ludwig in Aachen 1974 verschaffte ihm den endgültigen künstlerischen Durchbruch. Die „Versperrungen“ sind Ölgemälde, in denen er das Erscheinungsbild von Schwemmgut, abgenutzten Holzbohlen und Nägeln, die er auch auf seinen Spaziergängen am Rhein in Köln-Weiß aufsammelte, zu großformatigen Stillleben verarbeitete. Er sieht in der „Versperrung“ die Situation des Menschen, die er öffnen möchte.
Gegen Ende der 1970er-Jahre löst Baukhage die „Versperrungen“ immer stärker in der Bildpräsentation mit aufeinander genieteten Eisenplatten auf. Seine Farbigkeit reduziert er nach und nach fast zum Monochrom. Hier erreicht er mit seiner extremen Materialillusion zugleich das andere Ende der Kunst, die Auflösung des Gegenstandes in der Abstraktion. Diese Bilder seiner letzten Schaffensperiode haben eine zeitlose Würde und Gültigkeit erreicht.

## Ausstellungen
Die bisher letzte Ausstellung fand im Kölner Stadtmuseum vom 28. März bis 17. Mai 2009 unter dem Namen Gerd Baukhage und Freunde statt.
- 1950: Herten, Städtischer Kulturring – „Vier Malerpersönlichkeiten“
- 1958: Recklinghausen, Städtische Kunsthalle – Vestischer Künstlerbund
- 1964: Karlsruhe, Schwarzwaldhalle – „… und anders kehrten sie heim“
- 1966: Köln, Kunsthaus Lempertz – Lempertz Contempora
- 1969: Köln, Französisches Institut (Einzelausstellung)
- 1970: Köln, Galerie Klang (Einzelausstellung)
- 1972: Bonn, Rheinisches Landesmuseum – Gegenüberstellung mit dem „Elektrischen Stuhl“ von Andy Warhol
- 1974: Aachen, Neue Galerie – Sammlung Ludwig „Versperrungen“ (Einzelausstellung), +Köln, Landschaftsverband – Landeshaus (Einzelausstellung)
- 1977: Leverkusen, Städtisches Museum – „Gerd Baukhage – Objektbilder und Zeichnungen“ (Einzelausstellung)
- 1977: Kassel, documenta 6
- 1979: Köln, Kunstverein, Josef-Haubrich-Kunsthalle – „Kölner Künstler – persönlich vorgestellt“
- 1980: Köln, Kunstverein – „Mein Kölner Dom. Zeitgenössische Künstler sehen den Kölner Dom“
- 1980: Köln, Artothek – „Variationen mit Rechteck und Quadrat“
- 1981: Aachen, Neue Galerie – Sammlung Ludwig „Schwarze Bilder“ (Einzelausstellung)
- 1981: Nürnberg, Germanisches Nationalmuseum „Präsenz der Zeitgenossen 1 Gerd Baukhage“ (Einzelausstellung)
- 1983: Marburg, Kunstverein im Universitätsmuseum (Einzelausstellung)
- 1983: Berlin, Martin-Gropius-Bau – „1903 – 1983. 80 Jahre Deutscher Künstlerbund“
- 1984: Seoul, Nationalmuseum – „Ausstellung deutscher und koreanischer Künstler“
- 1985: Köln, Josef-Haubrich-Kunsthalle – „Köln – Kunst“
- 1987: Bremen, Deutscher Künstlerbund, 35. Jahresausstellung
- 1988: Köln, Galerie Baecker – „Erinnerungen an den Krieg“, Zeichnungen 1955 – 57 (in Verbindung mit einer Ausstellung von Wolf Vostell) – (Einzelausstellung)
- 1989: Köln, Josef-Haubrich-Kunsthalle – „Gerd Baukhage. Bilder“ (Einzelausstellung)
- 1990: Recklinghausen, Städtische Kunsthalle – „Gerd Baukhage. Bilder“ (Einzelausstellung)
- 1997: Köln, Galerie Ute Mronz – „Bilder von 1968 bis 1987“ (Einzelausstellung)

## Weiterführende Literatur
- Wolfgang Becker: Von Baukhage, dem langsamen Maler, in: Ausstellungskatalog Gerd Baukhage, Köln (Französisches Institut) 1969
- Ausstellungskatalog: Gerd Baukhage. Bilder (Ausstellung Josef-Haubrich-Kunsthalle Köln 1989 und Städtische Kunsthalle Recklinghausen 1990). Köln 1989
- AKL (Allgemeines Künstlerlexikon), Bd. 7, 2003: Gerd Baukhage.
- Becker, Wolfgang: Gerd Baukhage. 30 Jahre Malerei. Köln 2002